# Factor X

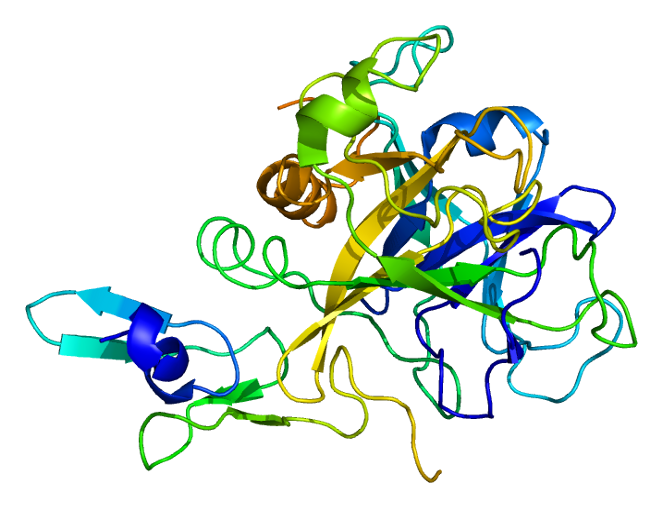
Structura terțiară

Factorul X (sau factorul Stuart-Prower, EC 3.4.21.6) este un factor implicat în cascada coagulării. Este o enzimă din clasa serin proteazelor. Este sintetizat în ficat și necesită prezența vitaminei K pentru biosinteză. Este activat la factorul Xa de către factorul IX (pe calea intrinsecă) și de către factorul VII (pe calea extrinsecă), fiind astfel primul membru al căii comune a coagulării sanguine. Xa clivează protrombina la trombină, proces care este optimizat în prezența factorului V activat.